# Дамиани, Лука Михайлович
Лука Михайлович Дамиани (Лука Михайлович Демьянов, Демьянович, Демьяни, Лука Дамиани; итал. Lucka Damiani; ок. 1660, Славония — не ранее 1725) — русский военный моряк, сподвижник Петра Великого, капитан-командор (1719; 1723).

## Биография
Родился около 1660 года. В 1698 году был принят на службу в русский галерный флот с чином капитана 3-го ранга. В собственной записке, поданной при поступлении на русскую службу, Дамиани указал, что три года служил поручиком на галере Венецианской республики, 14 лет был капитаном на французской службе, около года — капитаном на службе Папы Римского, три года служил капитаном императору Священной Римской империи, и уже с австрийской службы поступил на русскую. Все эти данные дают 21 год службы в офицерских чинах и возраст Дамиани на 1698 год вряд ли менее 35 лет.  
Национальность Дамиани также неизвестна. Сам он заявил, что является уроженцем Славонии, что с высокой вероятностью указывает на его принадлежность к хорватам. При поступлении на службу он указал своё вероисповедание, как православное, однако, в дальнейшем в Петербурге был известен как католик и активный участник жизни католического прихода. В частности был известен тем, что защищал в Санкт-Петербурге интересы ордена капуцинов, тогда как его сослуживец, и тоже выходец с восточного побережья Адриатики — Матвей Змаевич, поддерживал францисканцев. 
В 1702 году, командуя 36-пушечным парусным кораблем «Разженное железо», привел его из Воронежа в Азов и плавал по Азовскому морю.
В 1704 году, находился на Олонецкой верфи, наблюдая за постройкою судов.
В начале июле 1705 года, командуя галерой «Александр Македонский», участвовал в обороне Кроншлота от шведского флота, потом находился в подчинении у шаутбенахта Боциса.
18 августа того же года, во главе отряда из семи галер под командованием вице-адмирала Крюйса, имел бой с шведским кораблем перед Кроншлотом, причем галера Дамиани была пробита 5 ядрами и на ней было убито трое и ранено 15 человек.
В мае 1707 года, как «добрый и искусный человек», Дамиани был послан с 9 бригантинами от Котлина к Готланду, и возвратился с успехом, разорив несколько шведских селений.
10 мая 1708 года участвовал в высадке десанта в Борго; в августе того же года, состоя в отряде Боциса, командовал скампавеей, находившейся с прочими на Неве, в месте слияния Невы и Мьи (совр. Мойка). Когда началась переправа шведов через Неву, то, вследствие ложного известия о движении неприятеля, с прочими скампавеями удалился к Шлиссельбургу.
19 сентября 1710 года Дамиани ходил из Выборга с 5 бригантинами в сторону Нарвы.
В 1711 году был командирован в Азовскую флотилию, где получил под своё командование галеру «Золотой Орёл» в составе эскадры Крюйса. После сдачи Азова Дамиани участвовал в переводе судов в Черкасск, где и остался до следующего года заведовать этими судами и морскими командами.
В 1712 году возвратился в Санкт-Петербург. Уже в августе того же года, служа под началом Боциса, участвовал в захвате 6 шведских судов в финских шхерах.
В 1713 году служил при петербургском адмиралтействе, в тот год (после 15 лет службы) был повышен до капитана 2-го ранга.
В июле 1714 года участвовал в размене пленных, доставив пленных шведов и передав их на шведские корабли.
В том же году участвовал в сражении при Гангуте, командуя отрядом из 9 скампавей. В октябре того же года, при разделении галерного флота на эскадры, получил под своё командование авангард галерного флота («авангардию»).
В августе 1715 года, командуя отрядом галер, прибыл из Пернова (Пярну) в Ригу, откуда перешел к Либаве, где временно заменил командовавшего галерами в Либаве и заболевшего капитан-командора Змаевича.
В 1716 году был произведен в капитаны 1-го ранга, а в 1719 году — в капитан-командоры.
В том же 1719 году находился во главе галер в Стокгольмских шхерах, причём в августе, находясь под командой Левашова, захватил близ Ландсорта два шведских судна, которые шли в Стокгольм. Из-за конфликта с Левашовым, который обвинил Дамиани в присвоении себе слишком большой части груза с захваченных судов, был предан суду и разжалован в боцманы до выслуги чина капитан-командора. В 1722 году был повышен до капитана 2-го ранга, а в 1723 году — снова до капитан-командора (с выдачей капитан-командорского жалованья с 1721 года).
Вскоре после этого, временно заменив вице-адмирала Змаевича, принял командование над всеми работами в Галерной гавани на Васильевском острове. Имел надзор за сохранением итальянских и французских судов: гондов и полугондов. В августе месяце, по указу Петра I, вооружал мелководную галеру «со всею артиллериею и припасами». 18 сентября назначен «к содержанию над галерными служителями фергеров (органов предварительного следствия) и кригсрехтов».
19 марта 1725 года, вскоре после смерти Петра Великого, подал прошение об увольнении в отставку. Был уволен с абшидом (почётной рекомендацией), получил жалованье и проездные деньги, и возвратился на родину.